# Mariano Alcocer y Martínez
Mariano Alcocer y Martínez (Molina de Aragón, 8 de mayo de 1860-Valladolid, 1944) fue un bibliógrafo, archivero e historiador español.

## Biografía
Perteneció al cuerpo de archiveros por oposición desde 1890 y fue correspondiente de la Real Academia de la Historia. Trabajó, entre otros lugares, en el Archivo de Vitoria cuyo Catálogo publicó en cuatro volúmenes, Archivo de Hacienda de Orense y Toledo. Fue cronista de la Universidad de Valladolid desde 1930 y jefe de su Biblioteca Universitaria. Simultáneamente, entre 1922 y 1929, gracias a su ascendiente con la dictadura, también lo fue del Archivo General de Simancas, cargo que compatibilizó con los de responsable de la Biblioteca Provincial y del Museo Arqueológico y presidente de la Comisión vallisoletana de Monumentos Históricos y Arqueológicos. A tal cúmulo de cargos sumó el de presidente de la Academia de Estudios Histórico-sociales. Vinculado familiarmente con los jesuitas –lo fue uno de sus hijos–, era afín ideológicamente a la Asociación Nacional de Propagandistas Católicos y supo aprovechar el curso de los acontecimientos políticos por los que atravesó el país, particularmente durante la crisis revolucionaria de 1917 y durante la Dictadura del general Primo de Rivera para, aun sin tener fondos para ello, poder recaudarlos y supervisar la creación de instrumentos heurísticos, publicando continuamente trabajos bibliográficos. Para ello frecuentó a los hermanos Herrera Oria en los mismos círculos que luego darían lugar a la Unión Patriótica Castellana, el partido político fundado en 1923 y que sería absorbido por la Dictadura, sirviéndose de él para obtener la necesaria ideología con que sostener el régimen y que alimentará el nacionalcatolicismo y la derecha nacionalista española. Fundó la Revista Histórica, que solo llegó a tirarse durante 1918 y a reeditarse años más tarde, entre 1924 y 1926. Su redacción estuvo formada por el personal facultativo destinado en la biblioteca de Santa Cruz. Publicó con este patrocinio numerosas obras, sobre todo sobre la historia y bibliografía de esta ciudad, pero también Luis de Salcedo y Azcona : estudio biográfico, Valladolid, 1926 y, en cinco volúmenes, la Historia de la Universidad de Valladolid (Valladolid, 1921-1923). Recibió un segundo premio en 1920 por su Catálogo razonado de obras impresas en Valladolid 1481-1800, que fue publicado en 1926. Solo a partir de este año logró Alcocer que se institucionalizase la publicación de catálogos simanquinos. Fue gracias a que el Círculo de Estudios de la Federación de Estudiantes Católicos de Valladolid elevó al ministro de Instrucción Públicas y Bellas Artes, Eduardo Callejo de la Cuesta, una petición para que se arbitrase el crédito necesario para que se pudiesen llevar a la imprenta las más de 300.000 papeletas redactadas hasta entonces en el Archivo General de Simancas. Su hijo, el monje benedictino del monasterio de Montserrat (Madrid) Rafael Alcocer Martínez (1889-1936), fue asesinado en la checa de Ferraz a comienzos de la Guerra Civil y posteriormente beatificado como mártir católico.

## Obras
- "Criptografía española", en Boletín de la Real Academia de la Historia, tomo 105 (1934), pp. 337-460
- Luis de Salcedo y Azcona : estudio biográfico, Valladolid, 1926
- Con Saturnino Rivera Manescau, Catálogo bibliográfico de las obras impresas en Valladolid hasta fin del siglo XVIII que hacen relación a ambos derechos  (1925).
- Bio-bibliografías de teólogos notables (1930).
- Con Saturnino Rivera, Bio-bibliografías de juristas notables (1924).
- Bio-bibliografía de médicos notables (Valladolid : Cuesta, 1931)
- Catálogo razonado de obras impresas en Valladolid 1481-1800, 1926
- Historia de la Universidad de Valladolid, (Valladolid, 1921-1923), 3 vols.
- Archivo General de Simancas: guía del investigador 1923
- Documentos referentes a títulos de Castilla 1942
- Castillos y fortalezas del antiguo reino de Granada 1941
- Guerra de Marruecos, 1774-1776, fuentes para su estudio; catálogo de los documentos que se conservan en este archivo, Archivo General de Simancas 1924
- Historia económica de México; notas monográficas 1952
- Consultas del Consejo de Estado : documentos procedentes del archivo general de Simancas 1930
- Fray Diego de Deza y su intervención en el descubrimiento de América 1927
- D. Juan Rodríguez de Fonseca: estudio crítico-biográfico 1923
- Expedientes de provisiones de cátedras ordenados y anotados 1921
- Catálogo genealógico, Archivo General de Simancas, 1927
- Catálogo de la Biblioteca, Valladolid  1920
- Introducción a la economía social, y otros ensayos socio-económicos 1939
- Noticias y documentos referentes al Alcázar de Jerez de la Frontera, en los siglos XIII a XVI 1940
- Felipe II y la Biblia de Amberes  1915
- Historia de la Universidad de Valladolid : transcrita del "Libro de Bezerro" por Vicente Velázquez de Figueroa 1918
- Catálogos de la Biblioteca Universitaria y Provincial (Sta. Cruz) de Valladolid. Valladolid: Biblioteca de Santa Cruz 1918
- Colección de documentos inéditos para la historia de Valladolid. Valladolid: [s.n.], 1925
- Catálogo de Títulos de Castilla. Valladolid: [s.n.], 1927 (Imp. de la Casa Social Católica).